# James Bausch
James "Jim" Aloysius Bernard Bausch (29. března 1906, Marion Junction – 8. července 1974 Hot Springs) byl americký atlet, olympijský vítěz v desetiboji.

## Sportovní kariéra
V mládí se nejdříve věnoval americkému fotbalu, od roku 1931 se zaměřil na atletiku, konkrétně na desetiboj. Na mistrovství USA obsadil šesté místo. O rok později se nejdříve stal mistrem USA a poté při svém třetím desetibojařském startu zvítězil na olympiádě v Los Angeles. Utvořil přitom nový světový rekord 6375 bodů. Po olympiádě se vrátil zpět k americkému fotbalu, ale bez větších úspěchů.